# Congestão nasal

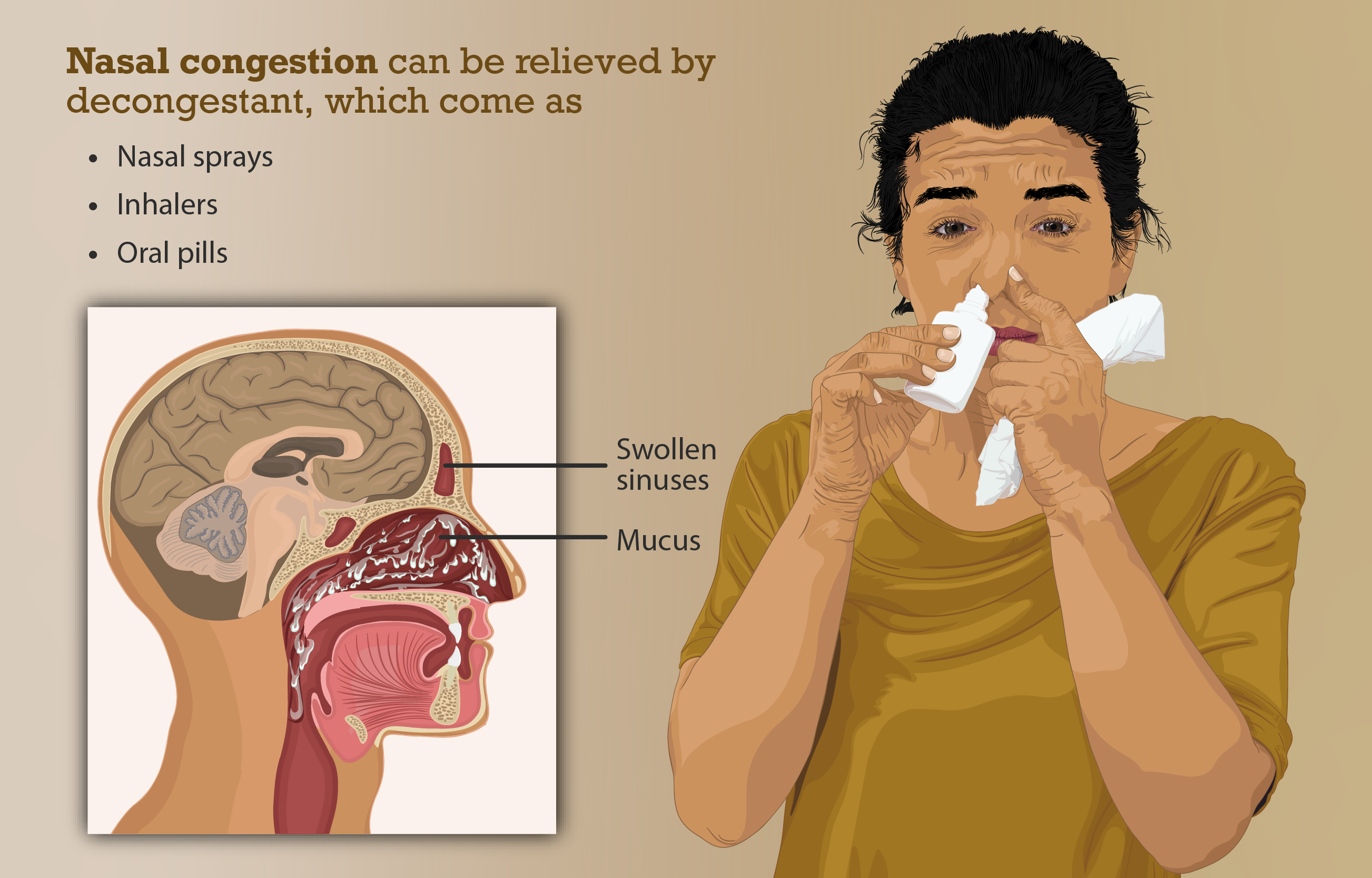
Representação de uma pessoa que possui congestão nasal.

A congestão nasal pode se apresentar desde um pequeno desconforto até situações que representam risco de morte. Pode causar complicações nos ouvidos, interferindo na audição e no desenvolvimento da fala, além de interferir na qualidade do sono, podendo causar ronco e apneia do sono.
A congestão nasal em uma criança em fase de aleitamento, nos primeiros meses de vida, pode ser causa de óbito, durante o aleitamento. Crianças mais velhas, adolescentes e adultos, podem apresentar desde algum desconforto até dificuldades maiores.
Adenoides aumentadas podem causar congestão nasal e provocar apneia do sono crônica, com hipóxia e insuficiência cardíaca. A remoção das adenóides e amígdalas deve resolver completamente o problema nesses casos.